# Сиврак де Бле
Сиврак де Бле (фр. Civrac-de-Blaye) насеље је и општина у југозападној Француској у региону Аквитанија, у департману Жиронда која припада префектури Бле.
По подацима из 2011. године у општини је живело 793 становника, а густина насељености је износила 59,85 становника/km². Општина се простире на површини од 13,25 km². Налази се на средњој надморској висини од 40 метара (максималној 51 m, а минималној 8 m).

## Демографија
| 1962. | 1968. | 1975. | 1982. | 1990. | 1999. | 2011. |
| ----- | ----- | ----- | ----- | ----- | ----- | ----- |
| 322   | 413   | 382   | 526   | 603   | 668   | 793   |

График промене броја становника у току последњих година